# Masia Eucaria (Sant Martí de Tous)
La masia Eucaria és una masia del municipi de Sant Martí de Tous (Anoia) protegida com a bé cultural d'interès local.

## Descripció
És un conjunt de quatre masies que els propietaris condicionaren per a residència de vacances. L'estructura més important és de planta rectangular formada per una planta baixa, dos pisos i golfes. Les finestres són rectangulars i el sostre a 4 vessants. El 3 pisos estan separats per motllures.